# Molenstichting Súdwest-Fryslân
De Molenstichting Súdwest-Fryslân (v.h. Molenstichting Nijefurd) is een molenstichting die zich inzet voor het in stand houden van negen windmolens in de gemeente Súdwest-Fryslân, in de Nederlandse provincie Friesland. De vrijwillig molenaars aangesloten bij de molenstichting laten de molens met enige regelmaat draaien en malen wanneer de weersomstandigheden dit toelaten.

De stichting heeft de volgende authentieke windmolens in eigendom:
- De Vlijt te Koudum
- Monnikenburenmolen te Nijhuizum
- Ybema's Molen te Workum
- De Nijlânnermole te Workum
- De Snip te Workum

Daarnaast bezit de stichting drie windmotoren:
- De Skarmolen bij It Heidenskip
- Windmotor Molkwerum bij Molkwerum
- Windmotor IJsbrechtum bij IJsbrechtum

En een tjasker:
- Tjasker It Heidenskip te It Heidenskip

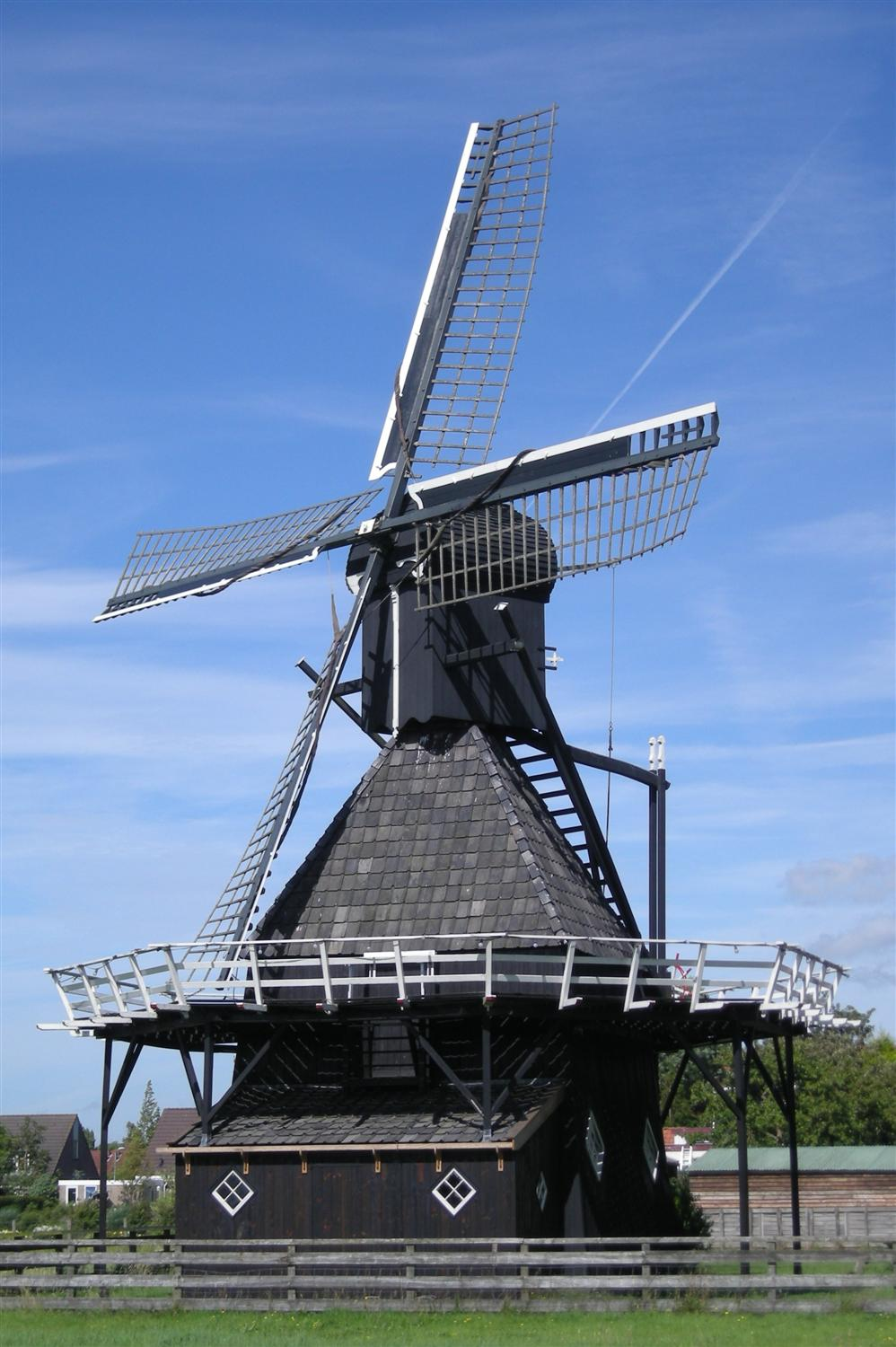
De Vlijt
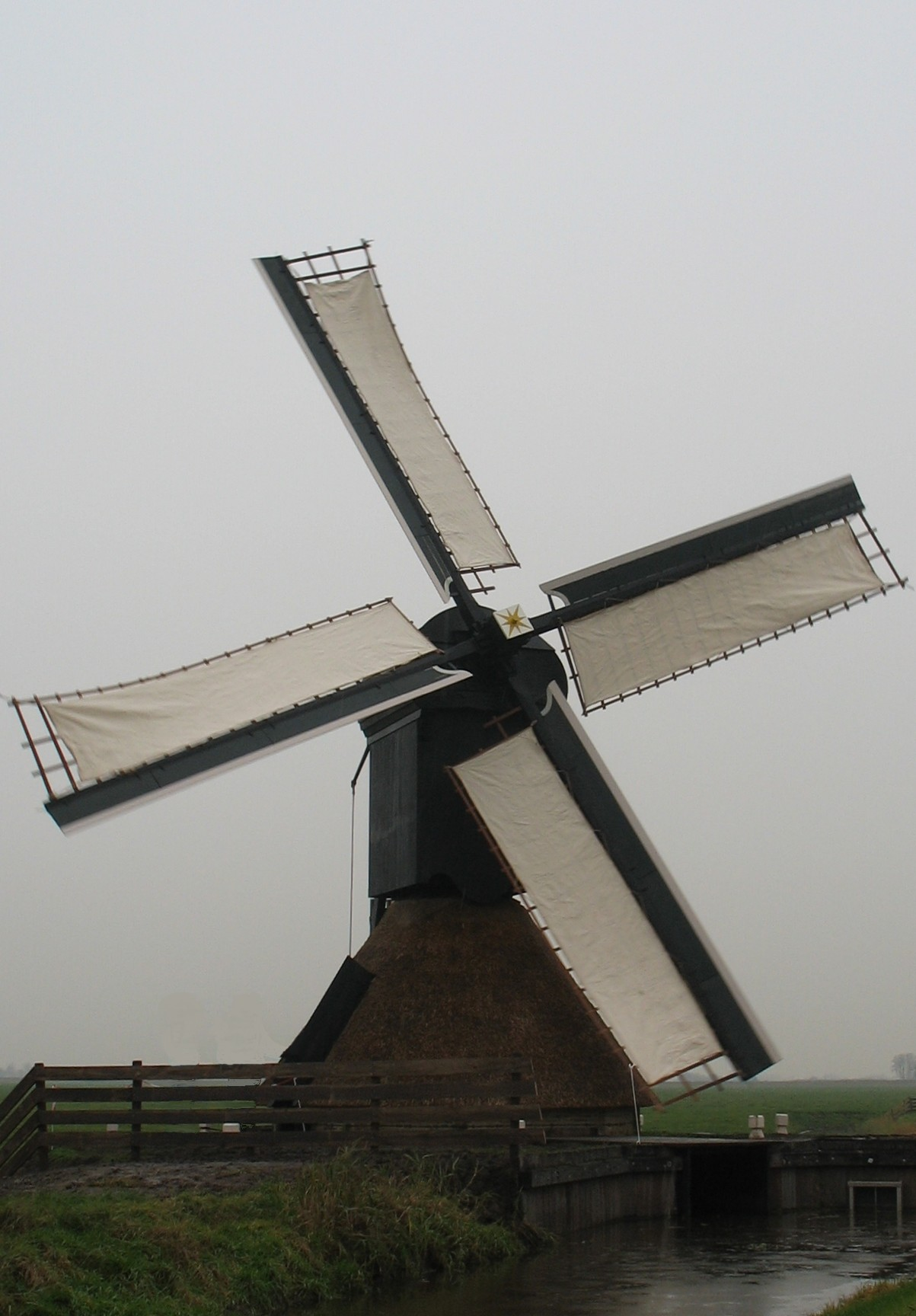
Monnikenburenmolen
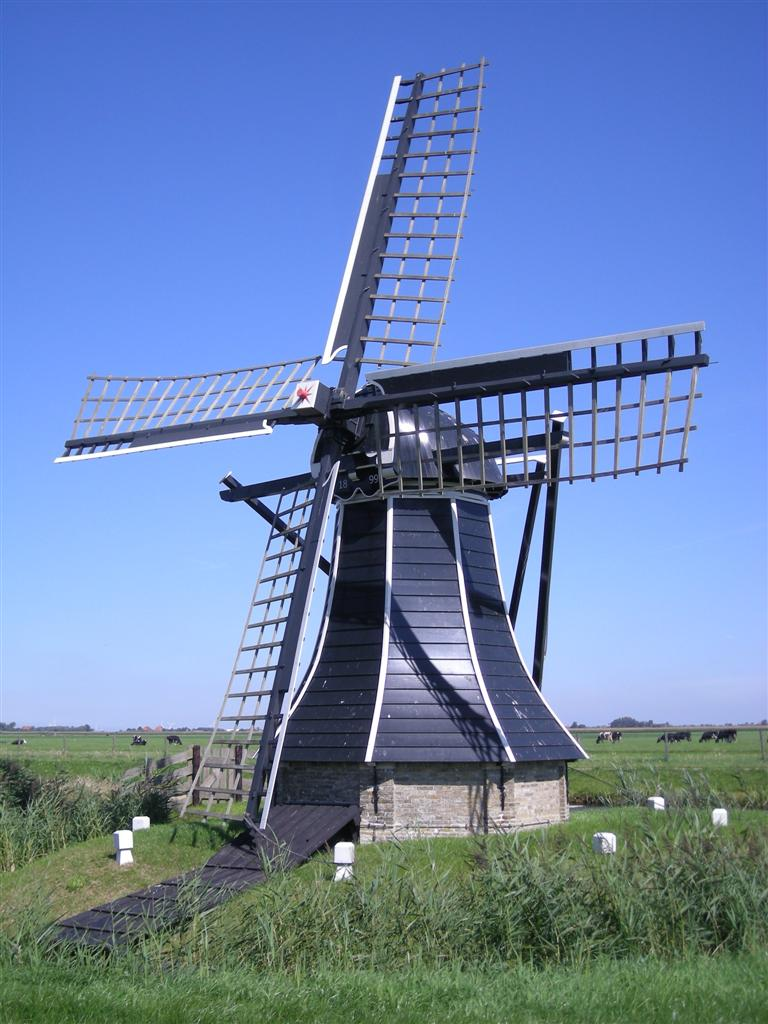
Ybema's Molen
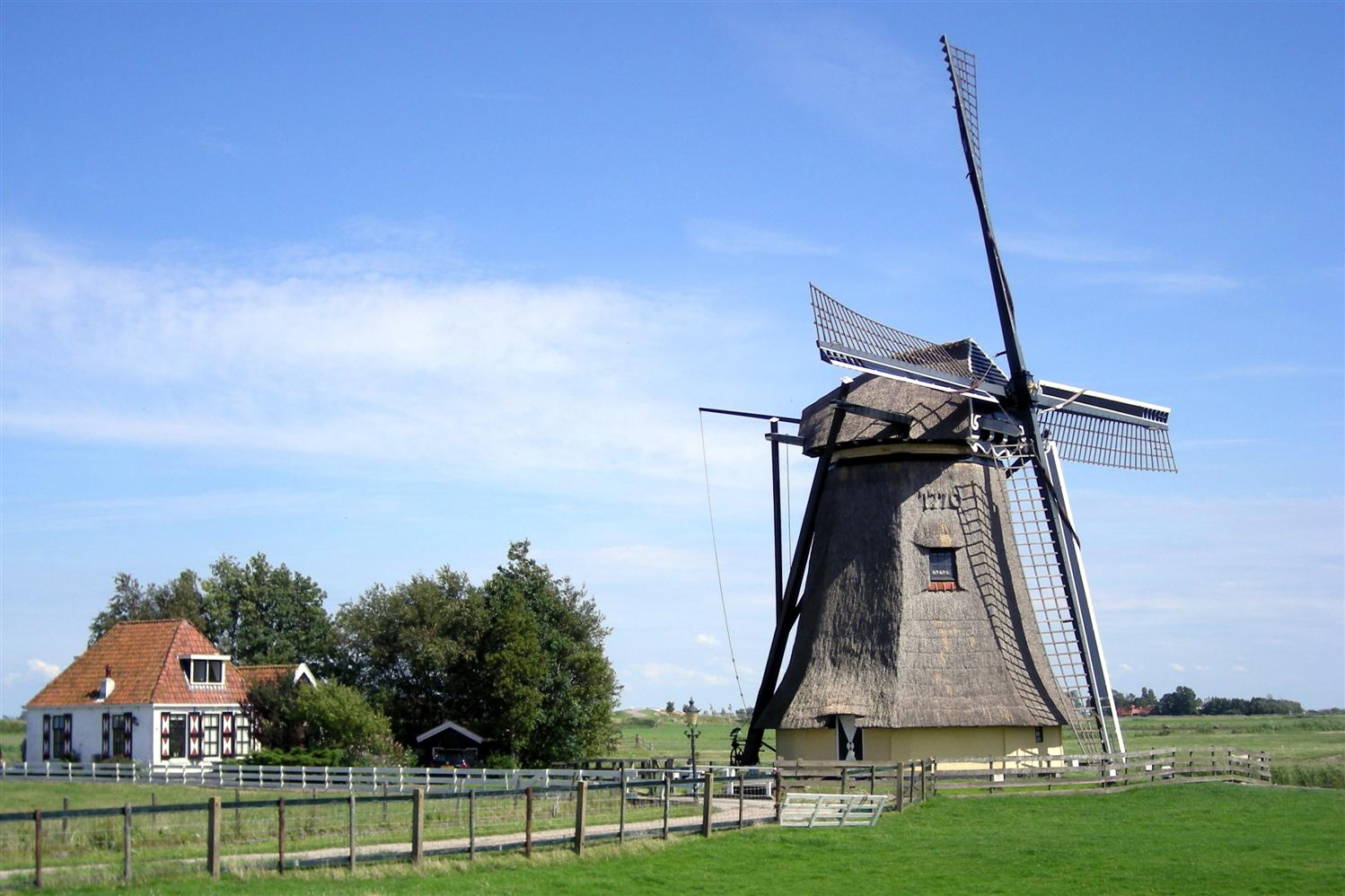
De Nijlânnermole
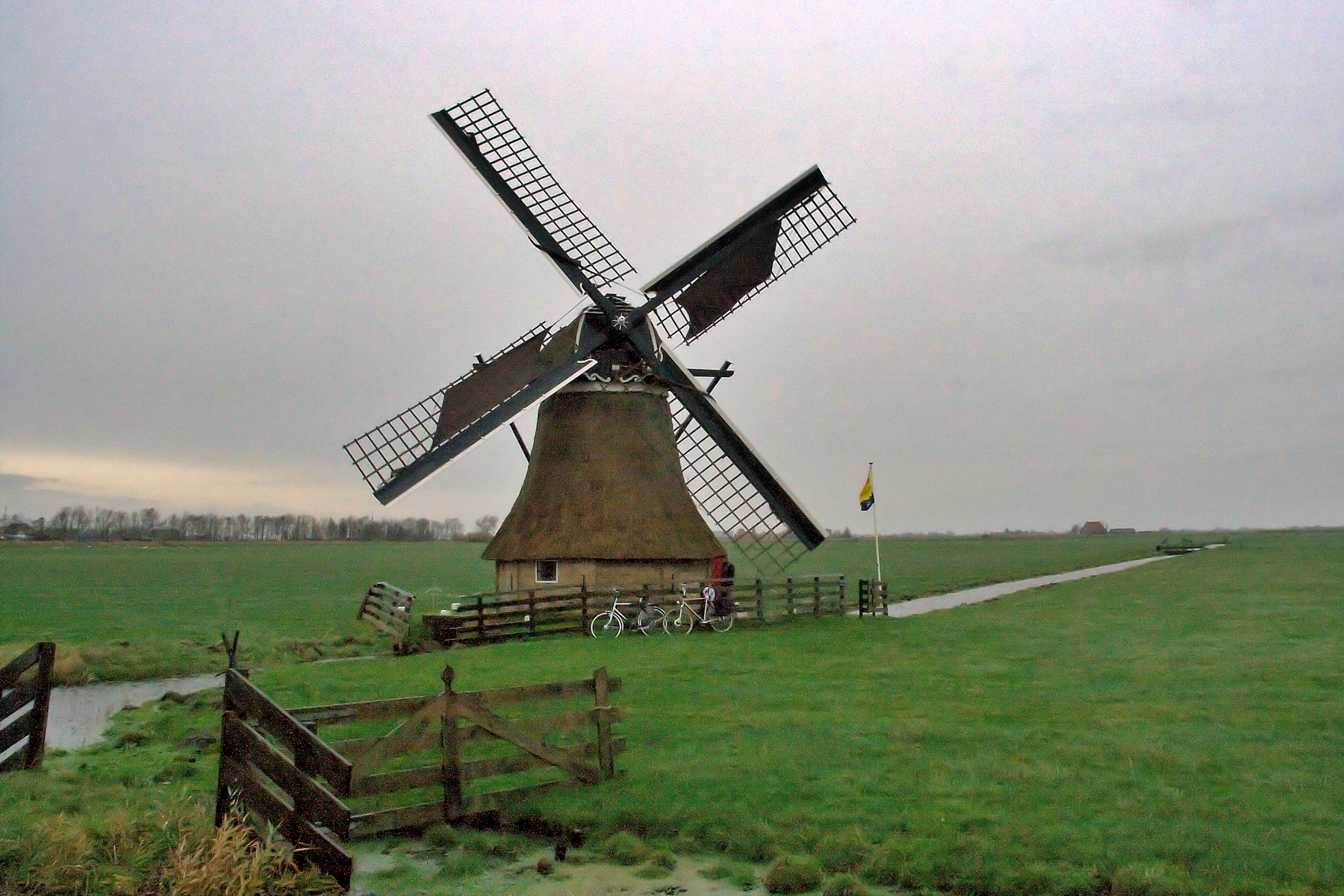
De Snip
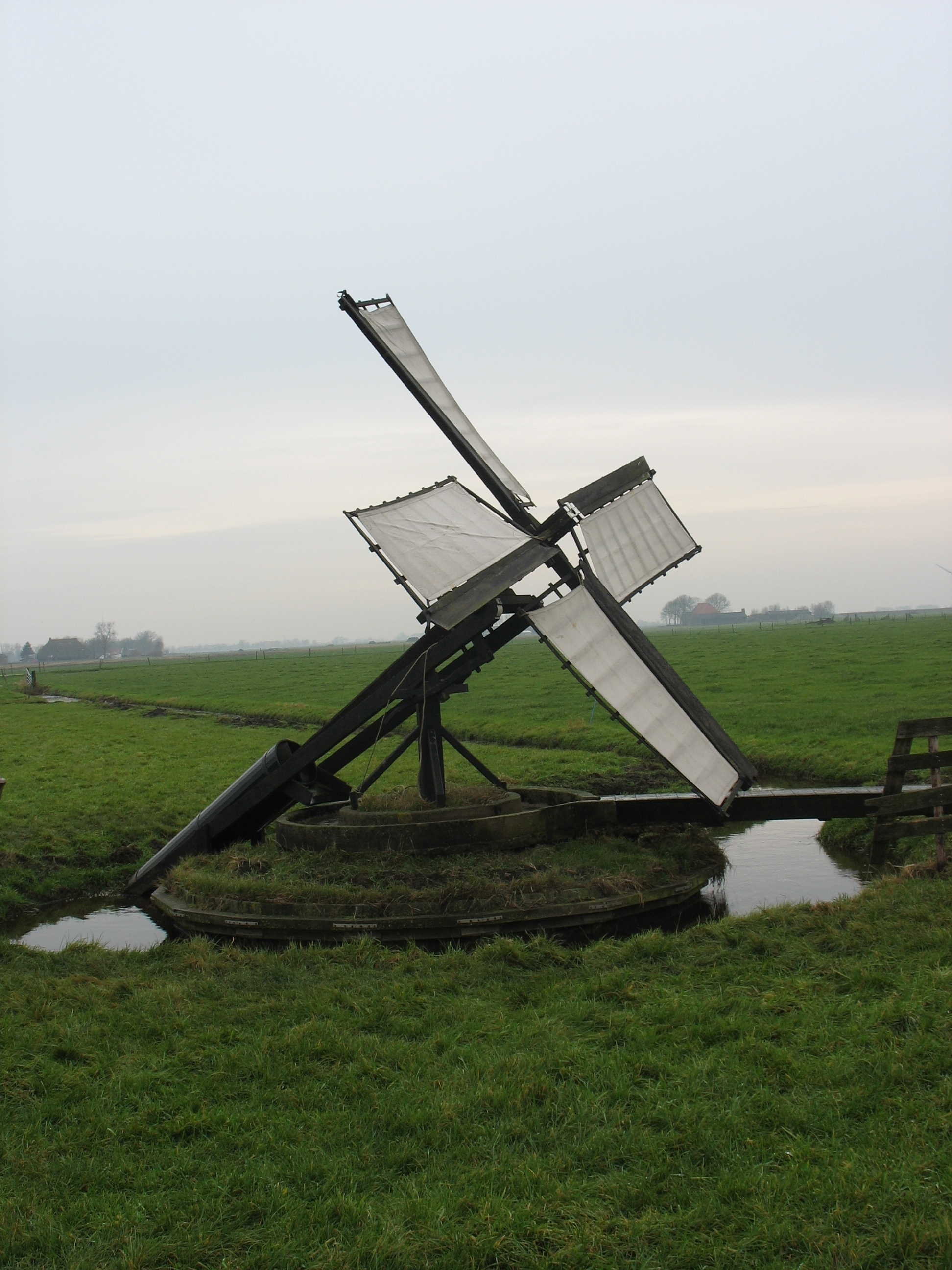
Tjasker It Heidenskip
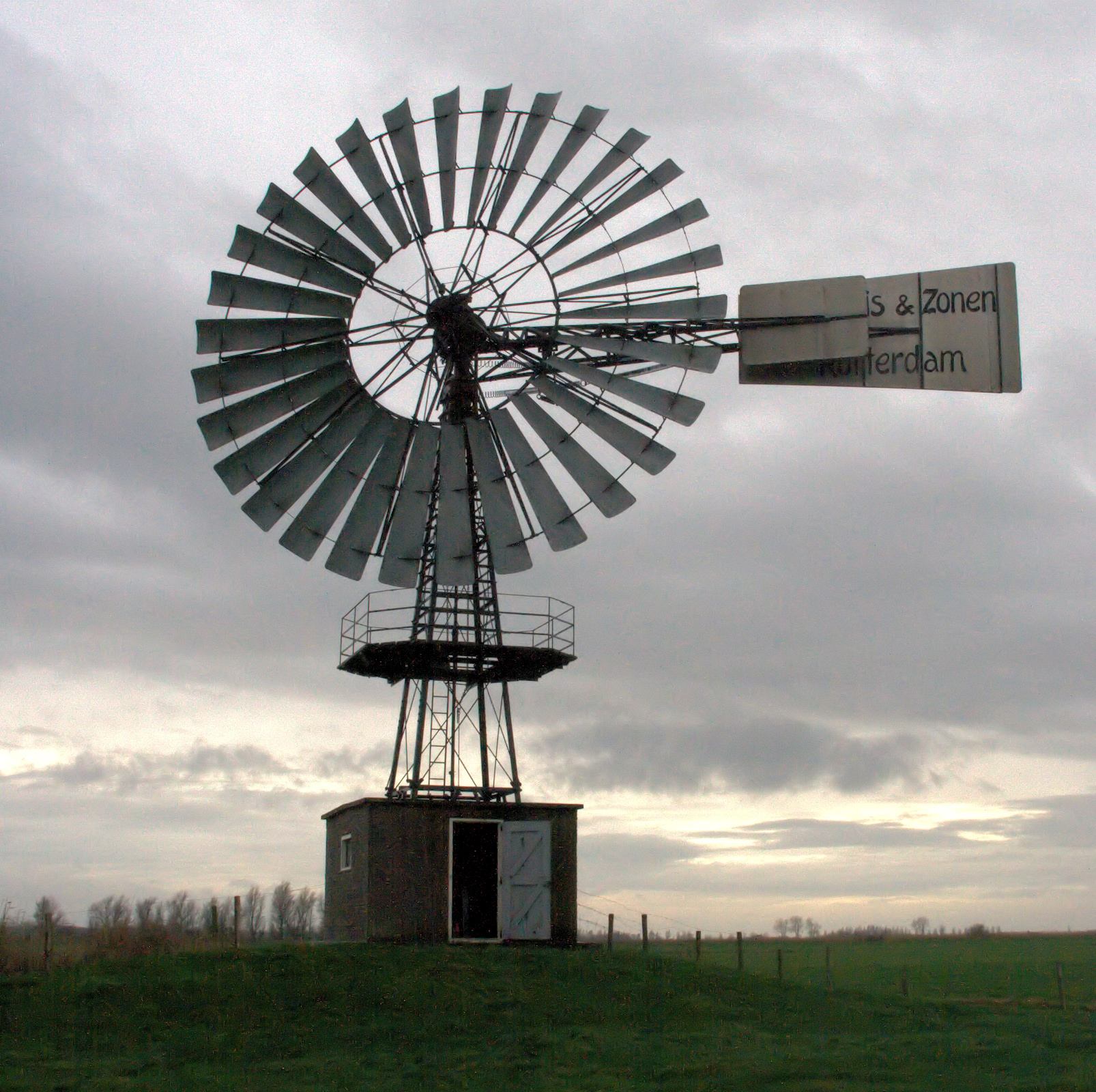
De Skarmolen
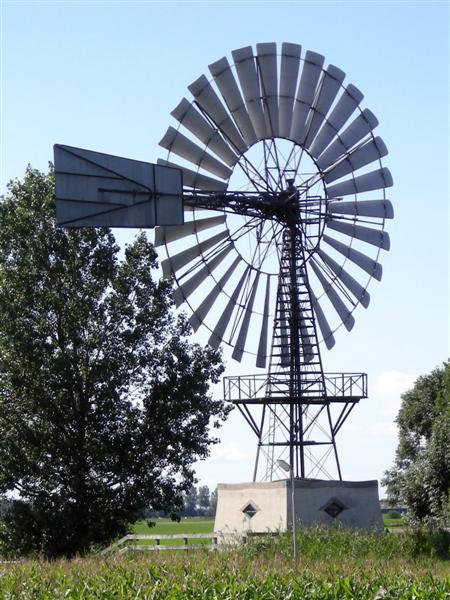
Windmotor Molkwerum